# Lista över figurer i Arkiv X
Följande är en lista över rollfigurerna i den amerikanska tv-serien Arkiv X.

## Cigarette Smoking Man
Cigarette Smoking Man, C.G.B Spender, spelas av William B. Davis. Han har fått sitt smeknamn från att han alltid ses med en cigarett av märket Morley i munnen. Han har ibland kallats Cancer Man. Han är en av ledarna för konspirationen med utomjordingarna. Han har av TV-seriens fans kallats för CSM (förkortning av Cigarette Smoking Man) samt CM (Cancer Man). I den svenska textningen till serien kallas han allt som oftast Cigarettrökaren.

## Dana Scully
Dr. Dana Katherine Scully, född 23 februari 1964 spelas av Gillian Anderson. Hon är FBI-agent, partner till Fox Mulder och dessutom utbildad läkare. De arbetar i källaren vid FBI:s högkvarter i Washington med mystiska och övernaturliga fall som är stämplade Arkiv X. Till skillnad mot Mulder är Scully väldigt skeptisk till övernaturliga fenomen. Hon är också katolik vilket ofta skapar moraliska dilemman för henne.

## Deep Throat
Deep Throat spelas av Jerry Hardin. Han är hemlig informatör åt Fox Mulder , och vill inte att Dana Scully ska få reda på vem han är, för att så få som möjligt ska veta att han agerar informatör. Han dör i första säsongens sista avsnitt med orden "Trust no one!" ("Lita inte på någon!").

## Fox Mulder
Fox William "Spooky" Mulder, född 13 oktober 1961 spelas av David Duchovny. FBI-agenten Mulder tror på UFOn och konspirationsteorier rörande regeringen som försöker gömma och förneka sanningen om deras existens. Han är dessutom utbildad psykolog. Tillsammans med FBI-agenten Dana Scully , som kom till Arkiv X-avdelningen efter Mulder, löser de speciella fall med anknytning till det paranormala. Mulder anser att Arkiv X är hans syfte med livet. Skälet till hans besatthet av det paranormala är att han syster blev bortförd då han var tolv. Innan han arbetade på Arkiv X, var han en respekterad profilerare, och ansågs som en av FBI:s bästa agenter. Han förutspåddes en lysande framtid men anses numera ha förbrukat sina karriärmöjligheter på FBI på grund av sitt engagemang i Arkiv X och övernaturliga fenomen. En del inom FBI anser att Mulder är "knäpp". Mulder, som liksom Scully lever ensamstående, har emellanåt märkliga vanor i vardagslivet; han har ingen säng i sin lägenhet utan brukar sova på soffan, ofta med TV:n fortfarande påslagen. Han tittar ibland på pornografi och brukar från gång till annan tugga på solrosfrön.

## Walter Skinner
Walter Skinner, spelad av Mitch Pileggi, är Mulders och Scullys närmaste chef på FBI och den som är formellt ansvarig för utredningar märkta "Arkiv X". Skinner slits ofta i sin lojalitet mellan Mulder/Scully och den mystiske "Cigarette Smoking Man" som på något vis tycks vara Skinners överordnade eller på annat sätt ha en hållhake på Skinner. Mot slutet av serien tycks dock Skinner vara mer på Mulders och Scullys sida och deltar själv mer aktivt i utredningsarbetet.

## John Doggett
John Doggett är en specialagent som introduceras under seriens åttonde säsong. Han tilldelas då ansvaret att assistera Agent Scully i sökandet efter Agent Mulder, som försvunnit spårlöst. Doggett är en före detta marinsoldat och New York-polis. Han spelas av Robert Patrick.

## Alex Krycek
Alex Krycek, spelad av Nicholas Lea, är en FBI-agent som introduceras under seriens andra säsong som Agent Mulders nya partner, efter att Agent Scully försvunnit i slutet av säsong 1. Mulder litar dock aldrig riktigt på Krycek, som mycket riktigt visar sig vara hantlangare åt männen bakom konspirationen. Alex Krycek är en karaktär som sedan dyker upp då och då under hela seriens gång, det är dock ofta oklart exakt var hans lojalitet egentligen ligger. Ibland tycks han vara på Mulders och Scullys sida men ibland verkar han fortfarande agera på uppdrag av konspirationen.

## "X"
"X", namn och ålder okänd, är en hemlig informatör åt Fox Mulder som dyker upp efter att Deep Throat mördats i slutet av säsong 1. "X" ger sällan Mulder någon information eller hjälp av större värde, men verkar desto mer intresserad av att försöka utnyttja Mulder för sina egna syften. Spelas av Steven Williams.

## Monica Reyes
Monica Reyes, spelad av Annabeth Gish, är en Mexikofödd specialagent som assisterar John Doggett i arbetet med Arkiv X efter att Mulder försvunnit och Scully slutat. Monica Reyes gjorde sitt första framträdande under den åttonde säsongen.

## The Lone Gunmen
The Lone Gunmen är 3 datanördar som, liksom Agent Mulder, är övertygade om och försöker bevisa en regeringskonspiration som försöker dölja utomjordiskt liv. Mulder och Scully ber ofta The Lone Gunmen om hjälp när de behöver information som inte kan erhållas eller efterfrågas via officiella källor. The Lone Gunmen spelas av Bruce Harwood, Tom Braidwood och Dean Haglund.